# Крыштафович, Егор Николаевич
Егор Николаевич Крыштафович (17 октября 1980, Светлый, Калининградская область) — российский футболист, защитник.

## Биография
Воспитанник калининградского футбола. С 1996 по 2000 играл за дубль «Балтики» в первенстве Калининградской области, а также за различные любительские клубы — «Атлантик» (Светлый, первенство области), «БакБес» (Калининград, первенство города), «Волна» (Калининград, первенство области, города). В составе калининградской «Волны» в 2000-м году провёл 9 матчей в западной зоне второй лиги чемпионата Литвы, забил 6 мячей. В том же году перешёл в клуб А-Лиги «Атлетас-Инкарас», за который провёл 11 матчей. В 2001—2002 гг. выступал за любительский клуб «Тарко» (переименованный в «Балтика-Тарко») и «Балтик Плюс Мастер». В 2003-м году перешёл в «Волочанин-Ратмир», за который провёл 32 матча во Втором дивизионе, забил 4 мяча. В 2004 году вернулся в «Балтику», за которую выступал до конца сезона 2012/13. 9 июля 2013 года на правах свободного агента подписал контракт с клубом второго дивизиона «Тосно» 13 августа контракт исходя из взаимных интересов игрока и команды был расторгнут.